# Герб Андорры
Герб Андорры является одним из государственных символов Андорры, расположенной в восточных Пиренеях между Францией и Испанией. Государство ассоциировано с ними, но не входит в ЕС. Современный вариант герба утверждён в 1969 году. Представляет собой герб сообщества и герб владения (сеньории).

## Описание герба
Щит четверочастный.
1. В червлёном поле золотая с серебряной окантовкой и лентами епископская митра и золотой посох в левую перевязь.
2. В золотом поле три червлёных столба (Фуа).
3. В золотом поле четыре червлёных столба (Каталония).
4. В золотом поле две червлёные коровы, c ошейниками и колокольчиками (Беарн). Девиз: VIRTUS UNITA FORTIOR (с лат. — «Вместе мы сильнее»).

## Дизайн

### Конструкция
| Герб | Расположение       | Значение                                                                                         |
| ---- | ------------------ | ------------------------------------------------------------------------------------------------ |
|      | Первая четверть    | Герб епископа Урхельского, одного из Князей Андорры                                              |
|      | Вторая четверть    | Герб Графов Фуа, являвшихся историческими князями Андорры. Ныне представлены Президентом Франции |
|      | Третья четверть    | Герб Каталонии                                                                                   |
|      | Четвёртая четверть | Герб Виконтов Беарна. Являлись историческими феодальными лордами Андорры.                        |

### Символика
Согласно конституции 1993 года, княжество Андорра — парламентская демократия. Главами государства остаются князья-соправители, представленные в Андорре своими наместниками, однако их власть, в основном, номинальна. Щит состоит из гербов совладельцев Андорры: епископа Урхельского (епископская митра и пастырский посох), духовного главы крупнейшей епархии в Каталонии, и графов де Фуа, включавших в свой герб и герб виконтата Беарн (ныне представлены президентом Франции).